# Transcrime
Transcrime è il Centro di ricerca interuniversitario su criminalità e innovazione dell'Università Cattolica del Sacro Cuore, l'Alma Mater Studiorum e l'Università degli Studi di Perugia. Diretto da Ernesto Ugo Savona, ha sede a Milano e ha uno staff composto principalmente da ricercatori, dottorandi, sviluppatori e personale amministrativo. 
Le risorse di Transcrime provengono interamente da contratti e finanziamenti erogati da enti privati e istituzioni pubbliche locali, nazionali ed internazionali. 

## Storia
Transcrime nasce nel novembre 1994 come Gruppo di ricerca sulla criminalità transnazionale del Dipartimento di Scienze Giuridiche dell'Università degli Studi di Trento.
Nel gennaio del 2000, Transcrime diventa Centro Interdipartimentale di ricerca sulla criminalità transnazionale dell'Università degli Studi di Trento. Al Centro afferiscono, oltre al Dipartimento di Scienze Giuridiche, quelli di Sociologia e Ricerca Sociale, Economia e Scienze Umane e Sociali potenziando così l'integrazione tra criminologia, diritto, economia, statistica, sociologia e psicologia.
Dal gennaio 2004, Transcrime diviene Centro interuniversitario di ricerca sulla criminalità transnazionale dell'Università degli Studi di Trento e dell'Università Cattolica del Sacro Cuore di Milano, beneficiando così dell'apporto scientifico delle due Università.
Dal gennaio 2010, le Università consorziate concordano di trasferire la sede amministrativa del Centro dall'Università degli Studi di Trento all'Università Cattolica del Sacro Cuore di Milano.
Nella primavera del 2015, per potenziare la fase di sviluppo applicativo dei suoi progetti di ricerca, Università Cattolica di Milano e Transcrime hanno dato vita allo spin-off Crime&tech, al fine di tradurre le ricerche del Centro in modelli, strumenti e applicativi per imprese ed enti pubblici.
Nel 2016, Transcrime diventa Centro di ricerca interuniversitario su criminalità e innovazione dell'Università Cattolica del Sacro Cuore, Alma Mater Studiorum Università di Bologna e Università degli Studi di Perugia.

## Attività
Transcrime adotta un approccio multidisciplinare (criminologia, diritto, economia, statistica, sociologia, forensic accounting, IT) ai fini di analisi dei fenomeni criminali (criminalità organizzata, criminalità economica, riciclaggio, mercati illegali, criminalità urbana), valutazione di politiche per la prevenzione del crimine, analisi e identificazione delle opportunità criminogene nella legislazione, sviluppo di modelli e applicazioni di risk assessment e prevenzione del rischio criminale per utenti pubblici (es. forze dell’ordine, enti pubblici) e privati (es. banche, professionisti, aziende).
Il centro fornisce supporto e sviluppo alle attività didattiche dell'Università Cattolica del Sacro Cuore di Milano, in particolare con il coordinamento del percorso di Politiche per la sicurezza (PoliSi) all'interno della Laurea magistrale in Politiche Pubbliche, poi ridenominato CrimeSec - Crime & Security Analysis, il coordinamento del curriculum ‘Criminology’ della Laurea Triennale in Sociologia, e del Dottorato Internazionale di Criminologia.